# Guinkirchen
Guinkirchen (fràncic lorenès Gängkerchin) és un municipi francès situat al departament del Mosel·la i a la regió del Gran Est. L'any 2007 tenia 194 habitants.

## Demografia

### Població
El 2007 la població de fet de Guinkirchen era de 194 persones. Hi havia 72 famílies, de les quals 21 eren unipersonals (13 homes vivint sols i 8 dones vivint soles), 13 parelles sense fills, 30 parelles amb fills i 8 famílies monoparentals amb fills.
La població ha evolucionat segons el següent gràfic:
Habitants censats

### Habitatges
El 2007 hi havia 79 habitatges, 75 eren l'habitatge principal de la família, 1 era una segona residència i 3 estaven desocupats. Tots els 79 habitatges eren cases. Dels 75 habitatges principals, 70 estaven ocupats pels seus propietaris, 3 estaven llogats i ocupats pels llogaters i 2 estaven cedits a títol gratuït; 1 tenia dues cambres, 3 en tenien tres, 10 en tenien quatre i 61 en tenien cinc o més. 66 habitatges disposaven pel capbaix d'una plaça de pàrquing. A 23 habitatges hi havia un automòbil i a 40 n'hi havia dos o més.

### Piràmide de població
La piràmide de població per edats i sexe el 2009 era:
| Homes | Edats   | Dones |
| ----- | ------- | ----- |
| 0     | 95 o +  | 0     |
| 0     | 90 a 94 | 0     |
| 0     | 85 a 89 | 4     |
| 4     | 80 a 84 | 0     |
| 0     | 75 a 79 | 8     |
| 0     | 70 a 74 | 0     |
| 0     | 65 a 69 | 0     |
| 4     | 60 a 64 | 4     |
| 12    | 55 a 59 | 12    |
| 0     | 50 a 54 | 4     |
| 8     | 45 a 49 | 8     |
| 0     | 40 a 44 | 4     |
| 8     | 35 a 39 | 4     |
| 16    | 30 a 34 | 4     |
| 0     | 25 a 29 | 0     |
| 0     | 20 a 24 | 0     |
| 12    | 15 a 19 | 8     |
| 8     | 10 a 14 | 0     |
| 0     | 5 a 9   | 8     |
| 0     | 0 a 4   | 0     |

## Economia
El 2007 la població en edat de treballar era de 119 persones, 95 eren actives i 24 eren inactives. De les 95 persones actives 89 estaven ocupades (52 homes i 37 dones) i 6 estaven aturades (3 homes i 3 dones). De les 24 persones inactives 7 estaven jubilades, 4 estaven estudiant i 13 estaven classificades com a «altres inactius».

### Ingressos
El 2009 a Guinkirchen hi havia 71 unitats fiscals que integraven 194 persones, la mediana anual d'ingressos fiscals per persona era de 18.836 €.

### Activitats econòmiques
Dels 2 establiments que hi havia el 2007, 1 era d'una empresa de construcció i 1 d'una empresa de comerç i reparació d'automòbils.
L'únic servei als particulars que hi havia el 2009 era una fusteria.
L'any 2000 a Guinkirchen hi havia 6 explotacions agrícoles.

## Poblacions més properes
El següent diagrama mostra les poblacions més properes.